# 滇西野古草
滇西野古草（学名：Arundinella khaseana）为禾本科野古草属的植物。分布在印度、缅甸以及中国大陆的云南西部等地，目前尚未由人工引种栽培。